# 科林斯街浸信会教堂
科林斯街浸信会教堂（英語：Collins Street Baptist Church）是一座浸信会教堂，位于澳大利亚墨尔本市中心的科林斯街174号。该教会成立于1843年，是维多利亚州现存最古老的浸信会堂会，也是澳大利亚现存最古老的浸信会堂会。

## 历史
1838年，墨尔本的第一次浸信会礼拜在一块空地上的帐篷里举行，就在现在的教堂对面，现在的摄政剧院所在地。1845年在现址上建造了第一座教堂。19世纪50年代末，决定扩建这座建筑。目前的教堂于1862年开放，由约瑟夫·里德（Joseph Reed）设计，他还设计了墨尔本市政厅和其他几座著名的墨尔本教堂。与这一时期的大多数墨尔本教堂多采用哥特式或者罗马式风格不同，科林斯街浸信会教堂采用了新古典主义建筑风格，有四根科林斯柱面向街道。根据该教堂的网站，这“反映了浸信会将教会理解为一个信徒聚集的社区，而不是一个特殊的建筑”。

## 建筑
作为浸信会教堂，该堂极少装饰，教堂内部只有普通的抹灰墙。讲道台位于中央，因为浸信会强调解读神的话语和讲道。座位呈“U”形布置，围绕由讲道台和圣餐台确定的中心轴。传统上，教堂中没有十字架或符号，不过今天已经有所改变。早期的浸信会传统也不赞成教堂音乐，但在1854年安装了一台小型风琴。1885年，安装了一台大型管风琴，并于1974年进行了修复和扩建。

## 人物
1981年，罗纳德·哈姆（Ronald Ham）成为该堂第一位澳大利亚出生的牧师。2000年任命的罗韦娜·柯蒂斯是第一位女性。2005年，蒂姆·科斯特洛（Tim Costello）加入了牧师团队，领导该堂的城市宣教。
2010年，西蒙·凯里·霍尔特（SimonCareyHolt）成为牧师，直至今日。 霍尔特之前是墨尔本浸会神学院惠特利学院（Whitley College）的教师，教授灵修神学、伦理学和教牧神学。
该堂的信徒中出现了几位历史名人。20世纪初，维多利亚妇女运动的许多活跃成员都是该堂的女信徒，包括塞西莉亚·唐宁（Cecilia Downing）、玛格丽特·麦克莱恩（Margaret McLean）和伊丽莎白·劳里·里斯（Elizabeth Laurie Rees）。 政治家丹尼斯·洛夫格罗夫（Denis Lovegrove）、罗伯特·里德（Robert Reid）以及《世纪报》的所有者大卫·赛姆（David Syme）都是墨尔本著名的赛姆家族的成员。